# Cassen
Cassen település Franciaországban, Landes megyében. Lakosainak száma 607 fő (2022. január 1.). Cassen Gamarde-les-Bains, Louer, Saint-Geours-d’Auribat, Saint-Jean-de-Lier, Vicq-d’Auribat és Onard községekkel határos.

## Népesség
A település népességének változása:
| Lakosok száma | 335  | 375  | 339  | 446  | 563  | 580  | 578  | 585  | 584  | 607  |
|               | 1968 | 1982 | 1990 | 2006 | 2013 | 2015 | 2017 | 2019 | 2020 | 2022 |